# Orso Tosco
Orso Tosco (Ospedaletti, 24 dicembre 1982) è uno scrittore italiano.

## Biografia
Nato a Ospedaletti nel 1982, ha esordito nella narrativa nel 2018 con il romanzo Aspettando i naufraghi dedicata al padre da poco scomparso.
Autore di poesie, saggi e romanzi, nel 2024 ha pubblicato il suo primo giallo, L'ultimo pinguino delle Langhe, con protagonista il commissario imperiese  Gualtiero Bova, ottenendo il Premio Scerbanenco.

## Opere

### Romanzi
- Aspettando i naufraghi, Roma, Minimum fax, 2018 ISBN 978-88-7521-917-8.
- London voodoo, Roma, Minimum fax, 2022 ISBN 978-88-338-9340-2.
- L'ultimo pinguino delle Langhe, Milano, Rizzoli, 2024 ISBN 978-88-17-18066-5.
- La controra del Barolo, Milano, Rizzoli, 2025 ISBN 978-88-17-18078-8.

### Raccolte di racconti
- Dall'inferno: due reportage letterari con Cosimo Argentina, Roma, Minimum fax, 2021 ISBN 978-88-338-9289-4.

### Raccolte di poesie
- Figure amate, Latiano, Interno poesia, 2019 ISBN 978-88-85583-24-5.

### Saggi
- Nanga Parbat: l'ossessione e la montagna nuda, Roma, 66thand2nd, 2023 ISBN 978-88-329-7259-7.

## Premi e riconoscimenti

### Vincitore
Premio Scerbanenco
- 2024 con L'ultimo pinguino delle Langhe[5]

### Finalista
Premio Emilio Salgari
- 2022 con London voodoo[6]